# Шиянів Григорій
Шиянів Григорій (1874 — 1955), правник і громадський діяч; за Української Центральної Ради - член Генерального Суду, згодом сенатор Адміністративного Генерального Суду; в еміграції - директор канцелярії Української Господарчої Академії у Подєбрадах, у якій викладав право.